# Телепину
Телепину — царь Хеттского царства, правил приблизительно в 1525—1500 годах до н. э.

## Правление

### Вступление на престол и родственные связи
Муж сестры Хуцции I Истапарии, которая имела права царицы-тавананны. Телепину захватил престол, свергнув Хуццию I. По всей видимости, Телепину имел неоспоримые права на престол, так как в принятом им законе утверждает, что занял престол своего отца. Возможно, Телепину был оставшимся в живых сыном Аммуны, так как он дал имя Аммуна собственному сыну.

### Внутренняя политика
Подлинную славу правлению Телепину принесла его внутренняя политика. Надо признать, что эта слава частично обусловлена случайностью находки: практически единственным источником о царствовании Телепину является его «указ о наследовании царской власти», посвящённый восстановлению внутреннего порядка в государстве. Этот указ был, видимо, издан в связи с новыми попытками переворотов, в которых погибли сначала его жена Истапария, а затем и его сын Аммуна. В исторической преамбуле указа Телепину оставил краткое описание всех событий хеттского царского дома, начиная с Лабарны I. Главная мысль приводимая в этой преамбуле сводится к следующему: пока знать была сплочённой вокруг царя, страна процветала, как только возникли распри и усобицы, на неё обрушивались катастрофы и военные неудачи. Из констатации этого обстоятельства Телепину выводит мораль: в будущем знать должна быть сплочённой и верно служить трону, а если она не будет удовлетворена поведением царя или его сыновей, то для его исправления надо использовать законные методы не прибегая к убийству. Царю запрещалось предавать смерти кого-либо из остальных членов царского рода. Приказав умертвить родных, сам царь подлежал бы суду и мог быть предан смерти. В случае серьезной вины кого-либо из членов царского дома тот тоже подлежал суду, причём особо оговаривался принцип только личной ответственности: члены семьи виновного не должны были подвергаться каре или лишаться имущества. Высшим уголовным судом являлся панку (народное собрание). «Кто бы в будущем ни стал царём, если он попытается причинить зло брату или сестре, то вы для него собранием-панку будьте и ему прямо скажите: „Это, мол, дело крови“», иными словами, вы сами являетесь той властью, которая наделена обязанностью судить преступившего закон правителя. Панку представлял собой, скорее всего, не нововведение, а очень древний институт. История показала, что его функционирование в прошлом не было безупречным. И, хотя безответственное поведение знати удалось на время пресечь, мы можем предположить, что основная заслуга в этом принадлежала лично реформатору, а не его реформе, потому что со времён Телепину мы больше не встречаем упоминание о панку.
Телепину установил правила престолонаследия. Согласно «Указу Телепину», право вступления на престол отныне получали только сыновья царя по старшинству. В случае отсутствия таковых взойти на престол мог лишь муж дочери. Все остальные царские родственники были исключены из числа возможных претендентов на престол и народное собрание (панку) должно было следить за соблюдением этого закона. Суть закона Телепину сводилась к отмене свободы выбора и замене её твёрдым порядком наследования. Этот порядок наследования, сильно укрепивший царскую власть, действовал на всём протяжении существования Хеттского государства.
Приблизительно к эпохе Телепину можно отнести составление и одного из вариантов хеттских законов. Возможно, что при Телепину имела место реформа законодательства, приведшая к значительному смягчению наказаний и отмене некоторых обрядов (в частности, к замене в некоторых случаях человеческих жертвоприношений принесением в жертву овец).

### Внешняя политика
Главным событием царствования Телепину во внешней политике стало заключение договора с царём Киццувадны Спудахсу (Испутахсу). Дошли фрагменты текста этого договора, кроме того он упомянут в каталоге, содержащем названия целого ряда хеттских межгосударственных соглашений. Обнаруженный в Тарсе оттиск печати с надписью «Спудахсу, великий царь, сын Парияватри», позволяет заключить о высоком статусе её владельца среди современных ему правителей, узнать имя его отца и (вне всякого сомнения) местоположение его царства. Договор с Спудахсу был первым в длинном ряду соглашений, которые хеттские цари заключали с равными державами, протекторатами и вассальными странами. Кроме того, он содержит первое ясное упоминание царства Киццувадна. Ещё недавно при Аммуне речь шла лишь о «стране Адания». Царство Киццувадна возникло в результате завоевания Киликии хурритской или индоарийской династией.
Телепину добился значительного усиления своего царства, что позволило ему начать новое проникновение в Сирию через перевалы Антитавра. Он упоминает о разрушении Хассувы (Хашшу) и подавлении мятежа некоего Лаххаса из Лавацантии (Лухуццантия, по-видимому, в горах Тавра на дороге от Тамалкии на Хахху). Оба топонима относятся к сирийскому региону. Кроме того было дано сражение у Цацлиппы, позднее известной как поселение в Киццувадне. Можно предположить, что Телепину заключил договор с Спудахсу с целью обезопасить свой фланг во время ведения этих боевых действий. Однако усиление не только Киццувадны, но и государства Митанни в XV веке до н. э. вынудило хеттов прекратить попытки продвинуться в Северную Сирию.

### Размеры государства
Определённое представление о размерах царства в ту эпоху можно получить на основе фрагментированного списка городов с пунктами хранения (так называемые дома печати), приводимого в конце текста «Указа Телепину». Многие из них не засвидетельствованы в других источниках и остаются не локализованы. Однако в список входят и такие известные города как Самуха — важный религиозный центр, вероятно в верхнем течении Галиса, Мариста, в области касков, также располагавшаяся к северо-востоку от столицы, Хурма и Сукция в области Антитавра, Пурусханда близ озера Туз; упоминается и река Хулайя, протекавшая к югу от Коньи. Названия Дамасхуна и Халиппассува представляют, вероятно, не более чем случайное созвучие с Дамаском и Халебом, потому что ни один другой топоним из списка не локализуется к югу от Тавра. Примечательно также отсутствие в нём каких-либо названий, связанных с Арцавой и западом Малой Азии. Однако надо иметь в виду, что более чем половина списка отсутствует из-за повреждений текста.
Телепину отменил привилегии городов Манда (возможно Мандакуни), Сала (возможно Салкуни), Тамалкии, Хатры, Цальпы (Цалпувы).
| Древнее царство          |                                      |                     |
| Предшественник: Хуцция I | царь хеттов ок. 1525 — 1500 до н. э. | Преемник: Аллувамна |